# Kukisvumita
La kukisvumita és un mineral de la classe dels silicats. Rep el nom del mont Kukisvumtxorr, a Rússia, la seva localitat tipus.

## Característiques
La kukisvumita és un silicat de fórmula química Na₆ZnTi₄O₄(SiO₃)₈(H₂O)₄. Va ser aprovada com a espècie vàlida per l'Associació Mineralògica Internacional l'any 1989. Cristal·litza en el sistema ortoròmbic. La seva duresa a l'escala de Mohs es troba entre 5,5 i 6.
Segons la classificació de Nickel-Strunz, la kukisvumita pertany a «09.DB - Inosilicats amb 2 cadenes senzilles periòdiques, Si₂O₆; minerals relacionats amb el piroxens» juntament amb els següents minerals: balifolita, carfolita, ferrocarfolita, magnesiocarfolita, potassiccarfolita, vanadiocarfolita, lorenzenita, lintisita, punkaruaivita, eliseevita, manganokukisvumita, vinogradovita, paravinogradovita, nchwaningita, plancheïta, shattuckita, aerinita i capranicaïta.

## Formació i jaciments
Va ser descoberta a la mina d'apatita de Kirovskii, situada al mont Kukisvumtxorr, al massís de Khibini (óblast de Múrmansk, Districte Federal del Nord-oest, Rússia). També ha estat descrita al proper massís de Lovozero. Aquests dos indrets són els únics de tot el planeta on ha estat descrita aquesta espècie mineral.